# Via del Babuino

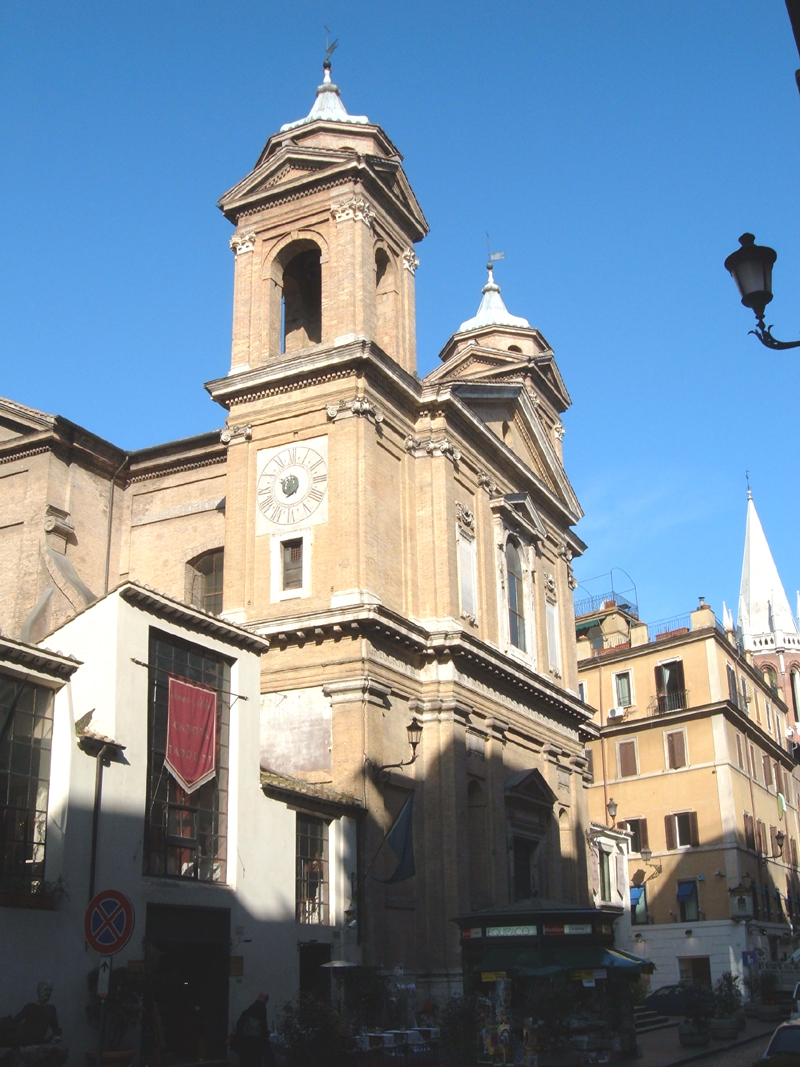
La chiesa di Sant'Atanasio

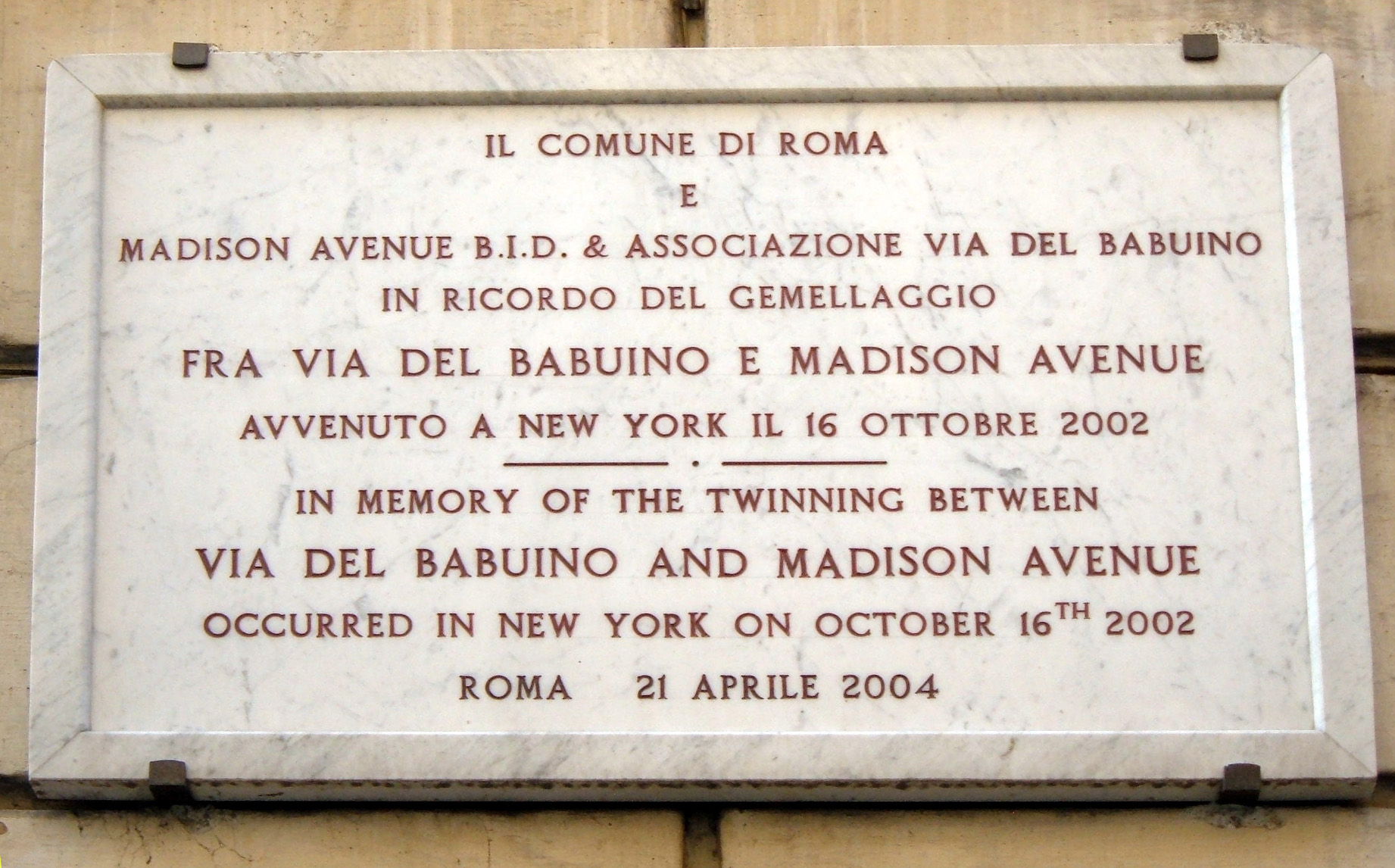
Targa del gemellaggio tra Via del Babuino e Madison Avenue di New York

Via del Babuino è una via del centro di Roma, nel rione Campo Marzio, collega piazza del Popolo con piazza di Spagna ed è parte integrante del complesso stradale conosciuto come Tridente, di cui delimita l'estremità orientale.

## Storia
La via, già esistente nel XIV secolo, aveva in realtà due nomi: via dell'Orto di Napoli e via del Cavalletto. Nel 1525, grazie ai lavori fatti eseguire da papa Clemente VII, la via, che terminava in corrispondenza della via di Santa Maria di Costantinopoli, assunse un nuovo volto ed un nome nuovo: via Clementina, in onore del suo artefice. Divenne poi via Paolina (detta anche Trifaria per essere una delle tre vie del Tridente), perché vi mise mano Paolo III nel 1540. Su interessamento di Pio V nel 1571 fu installata una nuova fontana ad uso dei cittadini, e per la sua realizzazione fu collocata la statua del Sileno, divinità classica legata alle sorgenti ed alle fontane. Ben presto, la statua divenne famosa agli abitanti del rione per la sua bruttezza, a tal punto da paragonarne la figura ad una scimmia: nacque così er babbuino, che divenne col tempo il nome stesso della strada. Parallela a via del Babuino è via Margutta, nata come strada di servizio sul retro dei palazzi di via del Babuino. 
Durante il XX secolo, lo storico Café Notegen attivo nella via ha attirato un grande numero di intellettuali, che spesso diventavano clienti abituali: ne sono un esempio Vincenzo Cardarelli, Gabriele D’Annunzio e Federico Fellini.
Una targa ricorda il gemellaggio sancito il 16 ottobre 2002 tra via del Babuino e Madison Avenue a New York.

## Alcuni abitanti illustri
Elenco di alcuni illustri abitanti di via del Babuino:
- Salvator Rosa e Nicolas Poussin, attorno al 1639;
- Franz Liszt, al civico 89, e Madame Récamier al 65, dove già aveva abitato Salvator Rosa;
- al Babuino, al civico 79, si costruì la casa dove abitò e morì (vicino ai suoi cantieri di piazza del Popolo e del Pincio), Giuseppe Valadier;
- in tempi più recenti vi hanno avuto casa, tra gli altri, Leonida Repaci, Elsa Morante, Maria Luisa Spaziani, Elémire Zolla, Adele Cambria.

## Monumenti
Percorrendo la via da piazza del Popolo a piazza di Spagna si incontrano i seguenti monumenti di interesse storico:
- Palazzo Nainer (XIX secolo)

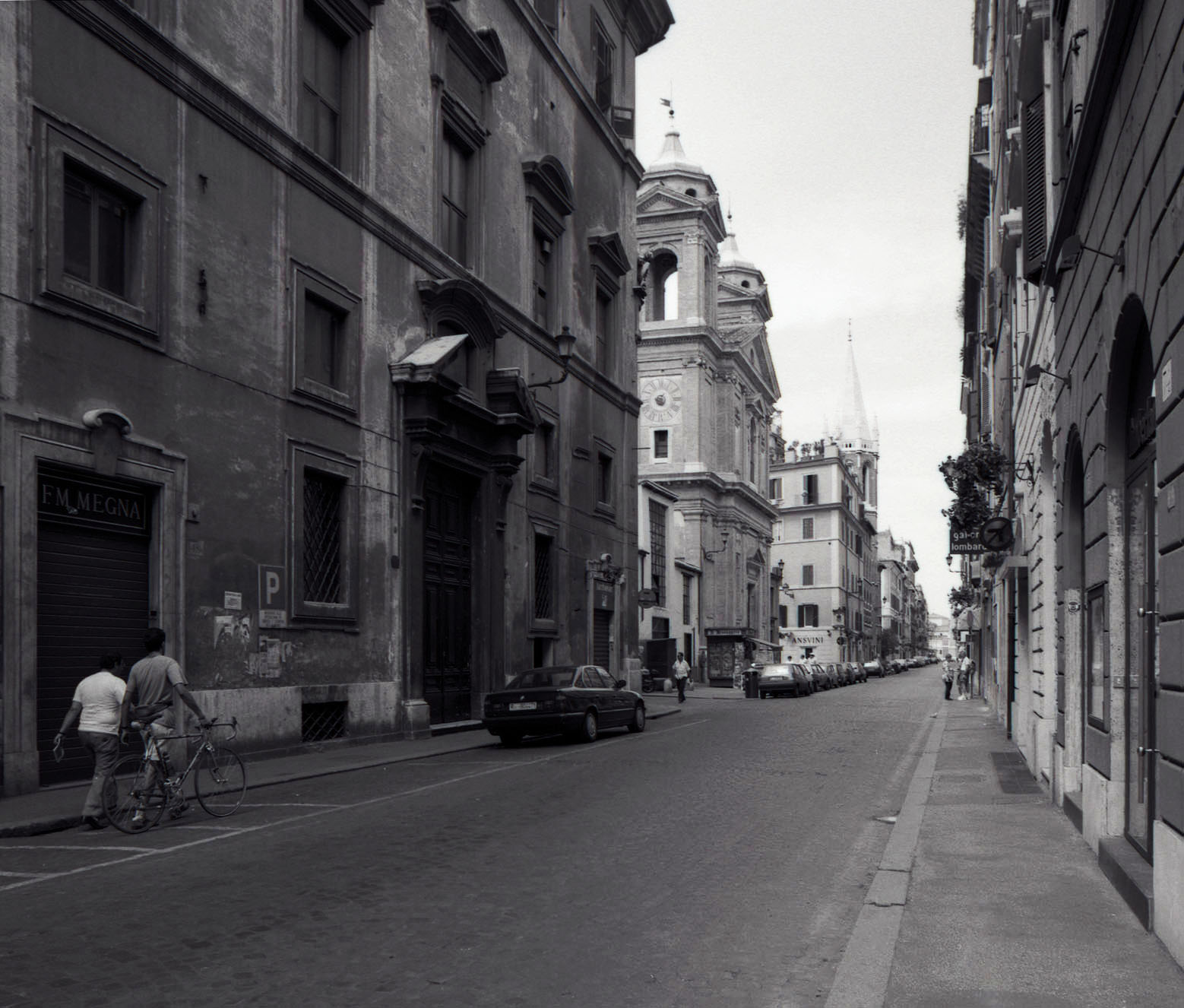
Via del Babuino 1995

- Palazzo Hotel de Russie (XIX secolo)
- Palazzo Emiliani (1879)
- Palazzo Boncompagni Sterbini (XVIII secolo)
- All Saints Church, chiesa anglicana di Roma
- Palazzo Boncompagni Cerasi (XVII secolo)
- Chiesa di Sant'Atanasio
- Fontana del Babuino
- Pontificio collegio greco (XVIII secolo)
- Palazzo Valadier (XVIII secolo)
- Palazzetto Raffaelli (XVIII secolo)
- Palazzo Saulini (XVIII secolo)
- Palazzo Righetti (XIX secolo)